# .post
.post ist eine generische Top-Level-Domain (gTLD). Sie wurde am 7. August 2012 als letzte Endung der zweiten Runde generischer Adressen eingeführt. Für den administrativen Betrieb ist der Weltpostverein (Universal Postal Union, UPU) mit Sitz in Bern verantwortlich.
Grundlage für die Einführung von .post war eine Vereinbarung zwischen UPU und ICANN, die am 11. Dezember 2009 durch Vertreter beider Organisationen unterzeichnet wurde. Ursprünglich sollte .post bereits 2007 gestartet werden, die Domain wurde jedoch aufgrund von Differenzen zwischen der UPU und ICANN mehrfach aufgeschoben.
Die Vergabe von .post-Domains ist nur an die Mitglieder des Vereins möglich, weshalb die Top-Level-Domain praktisch keine Bedeutung hat. Die erste .post-Domain wurde im Oktober 2012 dem italienischen Unternehmen Poste Italiane zugeteilt.